# مكتب مكافحة الإرهاب (الولايات المتحدة)

## الأهداف
تتميز سياسة الولايات المتحدة لمكافحة الإرهاب بأربعة أهداف رئيسية:
- عدم تقديم تنازلات للإرهابيين وعدم عقد أي صفقات؛
- تقديم الإرهابيين إلى العدالة على جرائمهم؛
- عزل وممارسة الضغط على الدول التي ترعى الإرهاب لإجبارها على تغيير سلوكها؛
- تعزيز قدرات مكافحة الإرهاب في تلك البلدان التي تعمل مع الولايات المتحدة وتحتاج إلى المساعدة.

وفيما يتعلق بالإرهاب الدولي، فإن حكومة الولايات المتحدة تقدم أي تنازلات للأفراد أو الجماعات التي تحتجز مواطنين أمريكيين رسميين أو كرهائن. وتستخدم الولايات المتحدة كل مورد مناسب للتمكن من استعادة المواطنين الأمريكيين المحتجزين كرهائن بطريقة آمنة. وفي الوقت ذاته، فإن سياسة الولايات المتحدة هي الحيلولة دون استفادة محتجزي الرهائن من أية فدية أو تبادل للسجناء، أو تغير في السياسات، أو غيرها من أعمال الامتيازات الأخرى.

## معلومات تاريخية
تم إنشاء مكتب لمكافحة الإرهاب في وزارة الخارجية عام 1972 بعد الهجوم الإرهابي الذي وقع في دورة الألعاب الأوليمبية بميونخ. وقد تغير اسمه والترخيص القانوني له بضع مرات، وأعيد تسميته ليصبح مكتب مكافحة الإرهاب عام 2012.
وفي استجابة لعرض وزارة الخارجية الأمريكية عام 2004 لحذف الشخصيات الإرهابية من تقريرها إلى الكونغرس الأمريكي، قال لاري جونسون إن وزارة الخارجية الأمريكية قد كلفت بتنسيق جهود مكافحة الإرهاب بين الوكالات الحكومية بتوجيه رئاسي عام 1986. في هذا السياق، كتب جونسون:
أعادت وزارة الخارجية تنظيمه في يناير 2012، حيث رفعت المكتب السابق لمنسق الحرب على الإرهاب إلى مكتب مكافحة الإرهاب بعد تقرير المراجعة الدبلوماسية والتنموية الرباعية

## وصلات خارجية
- Department of State - Bureau of Counterterrorism